# Пляжная арена (Баку)
Пляжная арена (азерб. Çimərlik Arenası) — расположенная на южной оконечности Площади государственного флага в Баку (Азербайджан) арена, предназначенная главным образом для проведения соревнований по пляжному волейболу и пляжному футболу. Арена рассчитана приблизительно на пять — шесть тысяч зрителей. В 2015 году на арене прошли соревнования по пляжному волейболу и пляжному футболу в рамках I Европейских игр.

## История
Впервые о том, что в Баку будет построена пляжная арена, объявила председатель Организационного комитета первых Европейских игр 2015 — Мехрибан Алиева, на первом заседании Организационного комитета игр, прошедшего 3 февраля 2013 года под председательством президента Азербайджанской Республики Ильхама Алиева. Также было объявлено, что пляжная арена будет построена рядом со строящимся в Баку Центром водных видов спорта.
Сдача в эксплуатацию арены планировалось в 2015 году до начала Европейских игр. Открытие состоялось 13 мая 2015 года.